# Куминське міське поселення
Куми́нське міське поселення (рос. Куминское городское поселение) — міське поселення у складі Кондінського району Ханти-Мансійського автономного округу Тюменської області Росії.
Адміністративний центр та єдиний населений пункт — селище міського типу Куминський.
Населення міського поселення становить 2758 осіб (2017; 3116 у 2010, 2805 у 2002).